# Cydia turcianae
Cydia turcianae is een vlinder uit de familie van de bladrollers (Tortricidae). De wetenschappelijke naam van de soort is voor het eerst geldig gepubliceerd in 1993 door Chambon, Witzgall & Bengtsson.